# Carlo M. Croce

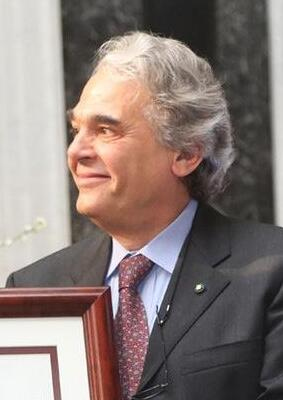
Carlo Maria Croce, 2013

Carlo Maria Croce (* 17. Dezember 1944 in Mailand) ist ein italienisch-amerikanischer Mediziner, der sich mit Krebsforschung und speziell Genetik von Krebserkrankungen beschäftigt.
Croce studierte Medizin an der Universität La Sapienza in Rom, wo er 1969 promoviert wurde. Ab 1970 war er am Wistar Institute for Anatomy and Biology in Philadelphia, wo er bis 1988 war und Professor (ab 1976, davon 1980 bis 1988 Wistar Professor für Humangenetik an der University of Pennsylvania, 1987 bis 1991 Wistar Professor für Pädiatrie am Children´s Hospital in Philadelphia) und stellvertretender Institutsdirektor wurde. 1988 bis 1991 war er Direktor des Fels Institut für Krebsforschung und Molekularbiologie an der Temple University und Professor für Pathologie und Medizin und 1991 bis 2004 Direktor des Kimmel Cancer Institute an der Thomas Jefferson University in Philadelphia. Ab 2004 war er Direktor des Instituts für Genetik, John W. Wolfe Professor of Human Cancer Genetics und Direktor des Human Cancer Genetics Program an der Ohio State University. Er ist Vorstand der Fakultät für Molekulare Virologie, Immunologie und medizinische Genetik.
In den 1970er und 1980er Jahren identifizierte und lokalisierte er am Wistar Institut eine Reihe von Onkogenen (BCL2, BCL1, MYC, ALL1, LATS1, FHIT) und entdeckte bei vielen Leukämien und Lymphomen chromosale Translokationen als Ursache der Deregulation der Onkogene. Er entdeckte, dass bei CLL, der häufigsten Leukämie Form, die micro-RNA Gene miR15 und 16 in ihrer Funktion gestört sind, wobei die Ausschaltung von miR15 zu einer vermehrten BCL2 Produktion führt. Er verfolgt daraus sich ergebende Ansätze für Medikamentenentwicklung und entwickelte einen microRNA Gen-Chip zur Diagnose.
Er veröffentlichte über 680 wissenschaftliche Aufsätze (2010). 1990 bis 1999 war er Herausgeber von Cancer Research.
1993 erhielt Croce den Charles S. Mott Prize für Krebsforschung. Er ist Mitglied der National Academy of Sciences (1996) und der italienischen Akademie der Wissenschaften (2003). 2003 erhielt er in Italien die Goldmedaille des Präsidenten für öffentliche Gesundheit. 2000 erhielt er den Verdienstorden der italienischen Republik und 1999 die Goldmedaille der Stadt Paris. Er ist Ehrendoktor der Universität Uppsala. 2006 erhielt er den Clowes Memorial Award der American Association for Cancer Research für seine Verdienste in der Leukämieforschung und 1994 den Pasarow Award (Robert J. und Claire Pasarow Foundation). Er erhielt den Richard and Hinda Rosenthal Award und den Pezcoller Award der American Association for Cancer Research (AACR), die Henry M. Stratton Medal der American Society of Hematology, 2008 den Szent-Györgyi Prize für Krebsforschung und den Léopold-Griffuel-Preis und 2013 den InBev-Baillet Latour Health Prize. 1994 wurde er Ehrenmitglied der japanischen Krebsforschungsgesellschaft und ist Fellow der American Academy of Arts and Sciences (2010) sowie der American Association for the Advancement of Science (2011). 2018 erhielt er den Dan-David-Preis zugesprochen, 2025 einen Internationalen Antonio-Feltrinelli-Preis.

## Vorwürfe: Plagiate und Datenfälschungen
Im Jahr 2017 veröffentlichte die New York Times einen Artikel, der Croce wiederholte Verstöße gegen ethische Wissenschaftsrichtlinien vorwarf, u. a. die Fälschung wissenschaftlicher Daten. Demnach habe es seit 2013 entsprechende Hinweise von Whistleblowern gegeben. Im Juli 2022 berichtete das Onlineportal der Fachzeitschrift Nature, Untersuchungen der Ohio State University hätten ergeben, dass zwei Wissenschaftlerinnen aus Croces Labor in mehr als einem Dutzend Fachveröffentlichungen – in einigen von denen Croce als Ko-Autor benannt worden war – teils Plagiate eingefügt, teils Daten verfälscht haben. Bereits im September 2021 entzog die Ohio State University Croce „wegen Management-Problemen“ den Stiftungslehrstuhl John W. Wolfe Chair in Human Cancer Genetics. Er blieb aber weiterhin an der Universität beschäftigt.